# Fulda
Denna artikel behandlar staden Fulda, för andra betydelser, se Fulda (olika betydelser).
Fulda är en stad i östra Hessen nära gränsen till Bayern och Thüringen. Genom staden rinner floden Fulda. Staden har ungefär 70 000 invånare och är en viktig järnvägsknut i det tyska höghastighetstågsnätet. Fulda är även biskopssäte i Fuldas katolska stift.

## Historia
Staden är präglad av abbotstiftet och det senare furstbiskopssätet. Fulda blev centralort för det av Sturm, lärjunge till den helige Bonifatius inrättade abbotstiftet Fulda. Abbotstiftet ställdes 751 direkt under påven. Fulda fick stor betydelse för arkitekturen, skulpturen, målarkonsten och teologin. Särskilt blomstrade dess klosterskola under Hrabanus Maurus ledning. Abboten av Fulda var från 900-talet primas bland Tysklands och Frankrikes benediktinabbotar. År 1752 efterträddes abbotstiftet av furstbiskopsstiftet Fulda, vilket sekulariserades 1803.
Av den äldsta domen, som tillkom redan på 700- och 800-talen, finns en krypta bevarad. Den nuvarande domkyrkan uppfördes i början av 1700-talet av Johann Dientzenhofer med två torn på västra fasaden samt en mäktig kupol över mittskeppet.
Från 800-talet stammar Mikaelskyrkan, en rundbyggnad med krypta, uppförd under italienskt inflytande. Mittskeppet i kyrkan omges av en omgång med ett på 1000-talet tillkommet galleri. I Fulda florerade under medeltiden en illuminationsskola. Från nyare tid stammar, utöver domen, flera byggnader, bland annat slottet, i vars park finns ett mäktigt orangerihus i nyklassicistisk stil som Johann Maximilian von Welsch lät uppföra i mitten av 1700-talet.
År 1734 grundades ett universitet, men det stängdes redan 1805. Idag finns det en högskola (Hochschule) i Fulda.
Under andra världskriget bombades staden ett flertal gånger av de allierade varvid totalt en tredjedel av staden förstördes. De historiska byggnaderna i Gamla staden, särskilt kring grönsaksmarknaden och i barockkvarteret skadades svårt.

## Religion
Majoriteten av Fuldas befolkning är katoliker.

## Politik
Kristdemokraterna har en överväldigande majoritet (drygt 61 procent).

## Strategiskt läge

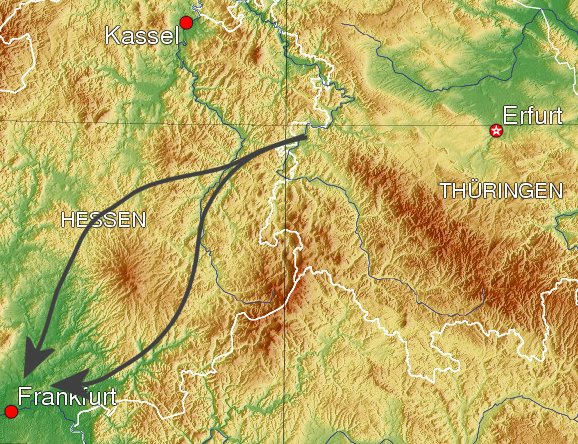
Karta som visar hur ett anfall från Sovjetunionen/Warzsawapakten genom Fuldagapet hade sannolikt skett.

Fulda har också givit namn till the Fulda Gap ("Fuldagapet"/"Fuldabäckenet"), en traditionell öst-västlig invasionsrutt använd av bland andra Napoleon I. 
Den tidigare inomtyska gränsen gick just öster om Fulda, och stora sovjetiska och östtyska pansartrupper var stationerade i området under det kalla kriget. Av den anledningen hade USA:s armé stationerat ett regemente i staden och fler dess närområde. Här ansågs det troligt att under det kalla kriget att det tredje världskriget skulle ha kunna inledas.

## Näringsliv
- Däcktillverkaren Fulda

## Kända personer från Fulda
- Karl Storch, friidrottare
- Marilena Kirchner, sångerska
- Tobias Sammet, sångare